# Neustadt am Kulm
Pour les articles homonymes, voir Neustadt.
Neustadt am Kulm est une ville de Bavière (Allemagne), située dans l'arrondissement de Neustadt an der Waldnaab, dans le district du Haut-Palatinat.